# Lounès Khaloui
Pour les articles homonymes, voir Lounès.
Lounès Kheloui (en kabyle : Lwennas Xelwi), né le 14 mai 1950 à Tizi Ouzou en Algérie et mort le 3 novembre 2016 à Tizi-Ouzou, est un chanteur chaâbi de musique kabyle surnommé le Cheikh dans sa région.

## Biographie
Lounès Khaloui naît le 14 mai 1950 dans le village Taddart Tamokrant à Ihessnawen, il a travaillé avec le musicien  Allaoua Bahlouli.
Il a en particulier interprété Anda ten, Aheq, Ayghar, Smah et Afrex.